# Echinoderma
Echinoderma är ett släkte av svampar som först beskrevs av Marcel Bon, och fick sitt nu gällande namn av Marcel Bon. Echinoderma ingår i familjen Agaricaceae, ordningen Agaricales, klassen Agaricomycetes, divisionen basidiesvampar och riket svampar.
Kladogram enligt Dyntaxa:
| Echinoderma | \| \| Echinoderma aspera \| \| \| \| \| \| Echinoderma boertmannii \| \| \| \| \| \| Echinoderma calcicola \| \| \| \| \| \| Echinoderma carinii \| \| \| \| \| \| Echinoderma echinacea \| \| \| \| \| \| Echinoderma hystrix \| \| \| \| \| \| Echinoderma jacobi \| \| \| \| \| \| Echinoderma perplexa \| \| \| \| \| \| Echinoderma pseudoasperula \| \| \| \| |
|             | \| \| Echinoderma aspera \| \| \| \| \| \| Echinoderma boertmannii \| \| \| \| \| \| Echinoderma calcicola \| \| \| \| \| \| Echinoderma carinii \| \| \| \| \| \| Echinoderma echinacea \| \| \| \| \| \| Echinoderma hystrix \| \| \| \| \| \| Echinoderma jacobi \| \| \| \| \| \| Echinoderma perplexa \| \| \| \| \| \| Echinoderma pseudoasperula \| \| \| \| |
|             | Agaricus |
|             | |
|             | Chamaemyces |
|             | |
|             | Chlorophyllum |
|             | |
|             | Coprinus |
|             | |
|             | Cystolepiota |
|             | |
|             | Lepiota |
|             | |
|             | Leucoagaricus |
|             | |
|             | Leucocoprinus |
|             | |
|             | Macrolepiota |
|             | |
|             | Melanophyllum |
|             | |
|             | Echinoderma aspera |
|             | |
|             | Echinoderma boertmannii |
|             | |
|             | Echinoderma calcicola |
|             | |
|             | Echinoderma carinii |
|             | |
|             | Echinoderma echinacea |
|             | |
|             | Echinoderma hystrix |
|             | |
|             | Echinoderma jacobi |
|             | |
|             | Echinoderma perplexa |
|             | |
|             | Echinoderma pseudoasperula |
|             | |

|  | Echinoderma aspera         |
|  |                            |
|  | Echinoderma boertmannii    |
|  |                            |
|  | Echinoderma calcicola      |
|  |                            |
|  | Echinoderma carinii        |
|  |                            |
|  | Echinoderma echinacea      |
|  |                            |
|  | Echinoderma hystrix        |
|  |                            |
|  | Echinoderma jacobi         |
|  |                            |
|  | Echinoderma perplexa       |
|  |                            |
|  | Echinoderma pseudoasperula |
|  |                            |

## Bildgalleri

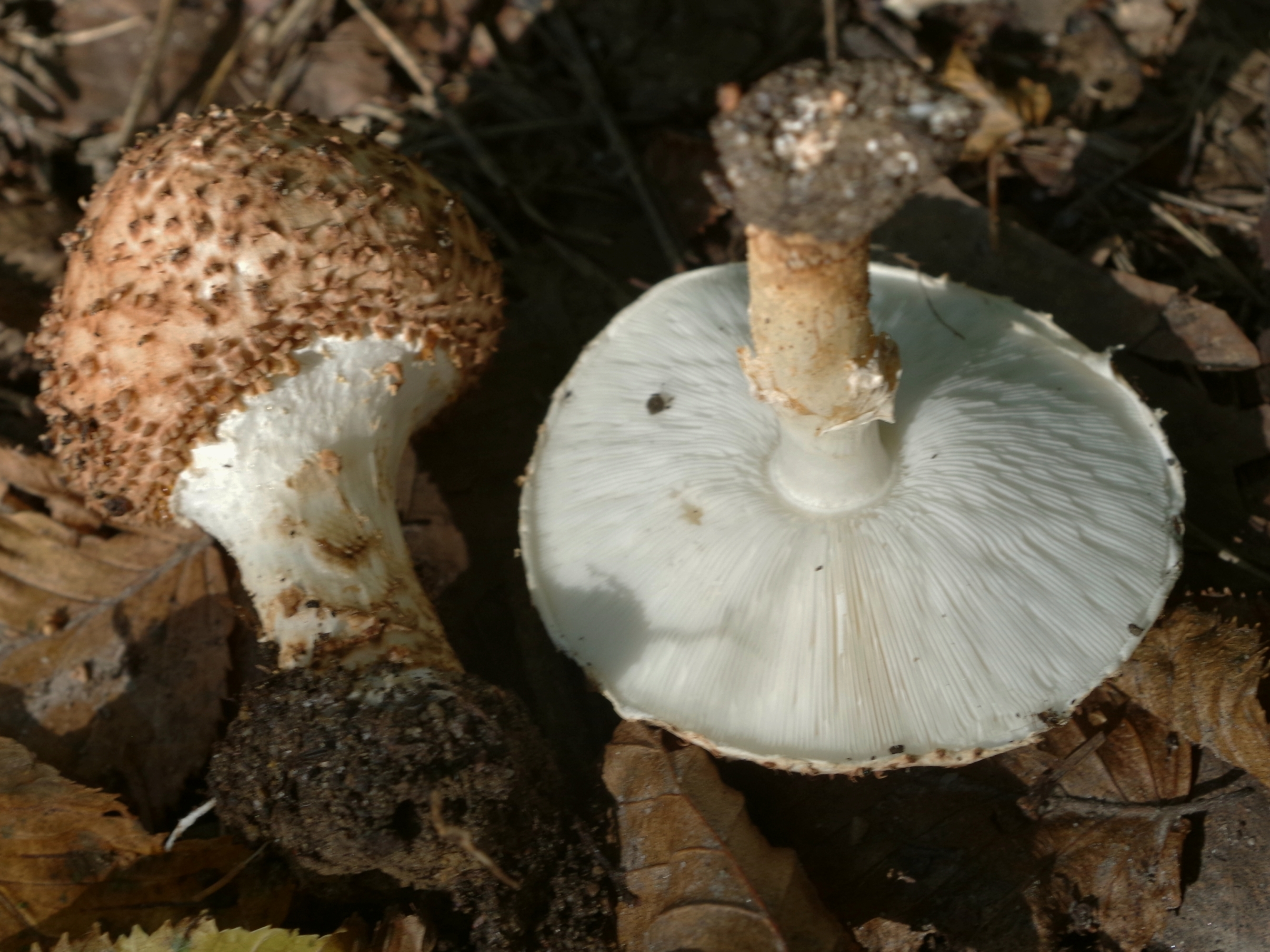